# Un cuento oscuro
Un cuento oscuro es una novela de fantasía escrita por Naomi Novik. Fue publicada en España por la editorial Planeta en 2016 con traducción a cargo de Julio Hermoso. Se rumorea que la presentadora y actriz Ellen DeGeneres producirá la adaptación al cine junto con la Warner Bros, que ha adquirido los derechos. El libro es un volumen independiente, a diferencia del trabajo anterior de Novik en la ucrónica saga de Temerario.
Ganó en 2016 el premio Nébula a la mejor novela y el premio Locus a la mejor novela de fantasía.

## Resumen
Un cuento oscuro está escrito como si fuese un cuento de hadas clásico y tiene muchas referencias a la mitología eslava, incluyendo a la famosa bruja Baba Yaga.
Es la historia de una chica de pueblo de montaña, Agnieszka, y su descubrimiento de la magia en el reino de Polnya ("Polonia"). Su pueblo natal, Dvernik, está amenazado por algo oscuro que habita en el gran bosque cercano. Los aldeanos celebran una lotería cada diez años, la chica seleccionada debe ir con un brujo local en la torre de una montaña... Nadie sabe qué les pasa a las chicas que "ganan" la lotería para ir a vivir una década con el brujo misterioso, pero Agnieszka está a punto de descubrirlo...

## Personajes
- Agnieszka, la protagonista. Es la hija de un leñador que, inesperadamente, es "desarraigada" (de ahí el título original del libro en inglés Uprooted) de su aldea para ir a vivir a la torre del dragón.
- Kasia, la mejor amiga del pueblo de Agnieszka.
- Príncipe Marek, un hijo del Rey de Polnya. No es el arquetipo de príncipe azul, además de ser un habilidoso guerrero, es egoísta, violento y manipulador. Está obsesionado con su madre, desaparecida en El Bosque.
- Sarkan, "El Dragón", el brujo que reside cerca del pueblo de Agnieszka.[7]
- Solya, "El Halcón", un brujo al servicio del príncipe Marek. Es famoso por su mágica 'vista lejana'.
- Alosha, maga herrera procedente de Namib. Forja armas mágicas.

## Lugares
- Polnya y Rosya, dos naciones rivales en las que transcurre la acción.
- Dvernik, el pueblo natal de Agnieszka y de Kasia. Esta cerca del Bosque.
- El Bosque, un lugar temido y maldito que se alza entre las fronteras de Polnya y Rosya, está habitado por peligrosos animales y extrañas criaturas.
- Porosna, un pueblo invadido hace años por el Bosque.
- Kralia, la capital de Polnya donde esta la universidad, la corte y los magos al servicio del rey.
- Torre del Dragón, la torre donde vive Sarkan, el poderoso hechicero que protege el valle del avance del bosque. Está construida sobre las antiguas ruinas de una civilización extinta.
- Río Huso, río que recorre todo el valle y que, a diferencia de otros ríos, no desemboca en el mar sino que se pierde en el corazón del Bosque.